# どろん秘帖
『どろん秘帖』（どろんにんちょう）は、1960年5月29日から1961年2月26日までKRT → TBS系列局で放送されていた朝日放送製作のコメディ番組である。全40回。放送時間は毎週日曜 12:15 - 12:45 （日本標準時）。

## 概要
『びっくり捕物帳』から引き続き中田ダイマル・ラケットが主役を務め、香住春吾が脚本を担当した時代劇風のコメディ。ダイラケ扮する忍者学校の落第生2人が、江戸からの御庭番の命で隠密行脚に出かけ、それを環三千世扮する忍者学校長の娘が追うという展開。
この日曜12:15枠で2作続いた時代劇コメディは、本番組の最終回をもって終了。後番組の『スチャラカ社員』は、引き続きダイラケを主役としながらも現代劇コメディになった。

## 出演者
- 中田ダイマル・ラケット
- 環三千世
- 高田稔

## スタッフ
- 脚本：香住春吾
- 演出：澤田隆治
- 制作：朝日放送